# Naturpark Holsteinische Schweiz

Logo

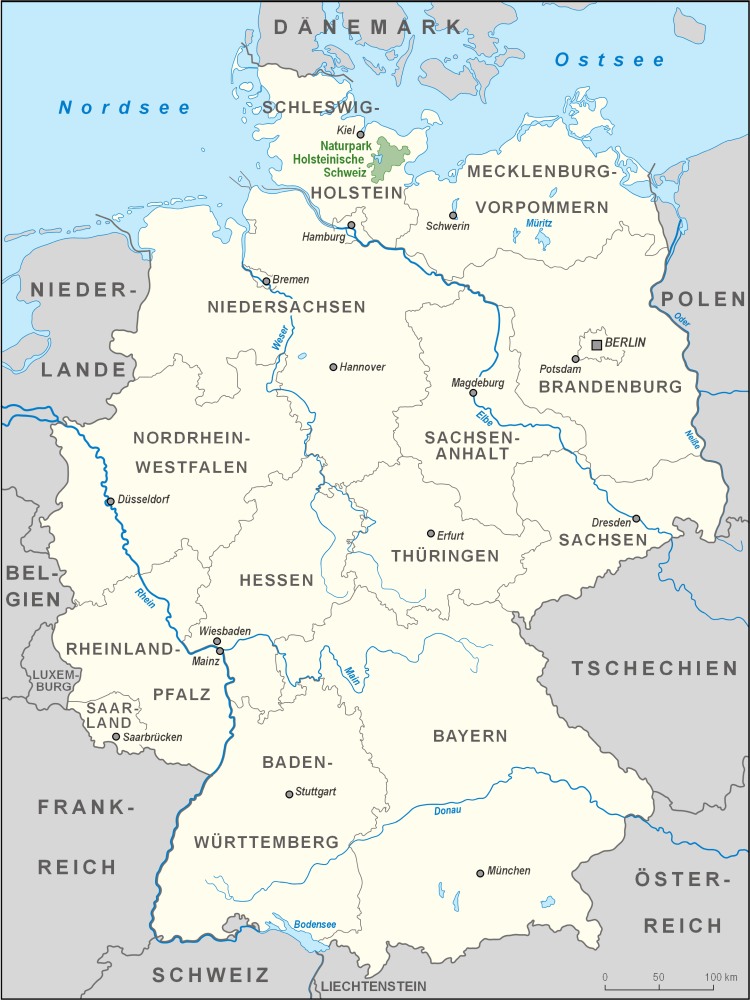
Lage in Deutschland

Der Naturpark Holsteinische Schweiz liegt im östlichen Schleswig-Holstein, unter anderem in der Urlaubsregion Holsteinische Schweiz. Er ist der größte der insgesamt sechs Naturparke in Schleswig-Holstein. Träger ist der im Jahr 1986 gegründete Verein Naturpark Holsteinische Schweiz, dessen Mitglieder die Landkreise sowie Gemeinden und Städte im Naturparkgebiet sind.

## Gebiet
Der Naturpark hat eine Fläche von 75.328 Hektar und umfasst Teile der Landkreise Ostholstein, Plön und Segeberg. Er erstreckt sich in nordsüdlicher Richtung vom Selenter See bis zur Stadt Bad Segeberg und in westöstlicher Richtung von Ascheberg am Großen Plöner See bis Schönwalde am Bungsberg. Drei Städte liegen in seinem Gebiet: Plön, Eutin und Teile von Bad Segeberg, dazu im Kreis Ostholstein die Gemeinden Kasseedorf, Schönwalde, Bosau, Malente und Süsel (teilweise); im Kreis Plön die Gemeinden Ascheberg, Bösdorf, Dersau, Grebin, Lebrade, Nehmten, Rantzau, Rathjensdorf, Lammershagen, Martensrade, Mucheln und Selent; im Kreis Segeberg die Gemeinden Bornhöved (teilweise), Damsdorf (teilweise), Schmalensee, Stocksee, Tensfeld (teilweise), Blunk, Glasau, Klein Rönnau, Krems II, Nehms, Rohlstorf, Seedorf, Stipsdorf, Travenhorst und Wensin. Eine Karte ist im Naturparkplan Holsteinische Schweiz verfügbar.

## Landschaftsbild
Die Weichsel-Kaltzeit schuf zwei typische Bestandteile des Naturparkgebiets: die Hügel und die Seen, ferner Rinnen, in denen teilweise noch heute Flüsse und Bäche fließen. Das Schmelzwasser der Gletscher transportierte große Sandmengen, die heute in der Region um Damsdorf und Tensfeld abgebaut werden. Etwa zwei Drittel der Fläche des Naturparks werden heute landwirtschaftlich genutzt, überwiegend als Ackerfläche.

### Gewässer
Im Naturpark gibt es etwa 200 Seen und zahlreiche Fließgewässer. Im Bungsberggebiet entspringen viele Bäche, die sich durch Bachschluchten winden. Einige dieser Bäche vereinigen sich zur 68 km langen Schwentine, die auf ihrem Weg in die Kieler Förde zahlreiche Seen durchfließt. Der Große Plöner See ist mit knapp 3.000 ha der größte, tiefste und inselreichste See Schleswig-Holsteins. Für brütende, rastende und durchziehende Vögel ist der See ein Lebensraum von internationaler Bedeutung. Die vielen Inseln werden z. B. von Graugänsen zur Brut genutzt und auch Seeadler errichten ihre Horste dort. Auch die fünf nährstoffärmsten Seen Schleswig-Holsteins in der Kategorie „Seen größer als 50 ha“ sind im Naturpark zu finden: der Suhrer See, der Schöhsee, der Stocksee, der Schluensee und der Selenter See.

### Moore
Im Heidmoor in der Gemeinde Seedorf wurden Wiedervernässungsmaßnahmen durchgeführt und es wurde eine großflächige extensive Beweidung mit Rindern etabliert. Auf diesen Flächen brüten typische Wiesenvögel, wie Feldlerche, Wachtel, Braunkehlchen, Wiesenpieper, Großer Brachvogel und Schafstelze. Das Tarbeker Moor war noch bis ins 20. Jahrhundert Teil eines wesentlich größeren Hochmoores, das sich in einer eiszeitlichen Schmelzwasserrinne gebildet hatte. Wie der überwiegende Teil der Moore in Schleswig-Holstein wurden auch diese Moorflächen zerstört, indem sie entwässert, abgetorft und als Grünland genutzt wurden. In den 1950er Jahren begann man im Tarbeker Moor mit industriellem Torfabbau, der bis Ende der 1980er Jahre großflächig betrieben wurde. Anschließend wurde das Gebiet aber nicht landwirtschaftlich genutzt, sondern es sollte wieder zu einem wachsenden, d. h. torfproduzierenden Moor werden und dem Naturschutz dienen. Die wichtigste Maßnahme war, den Wasserstand wieder anzuheben. Heute sind viele Arten zurückgekehrt, sowohl hochmoortypische als auch niedermoortypische, auch die Krickente, die in Seggenbulten am Ufer der schmalen Torfstichgewässer brütet, oder die Bekassine. insgesamt sind 57 Brutvogelarten im Tarbeker Moor nachgewiesen worden, darunter Kiebitz, Knäkente, Rothalstaucher, Flussregenpfeifer, Heidelerche und Kranich.

### Knicks
Knicks sind charakteristisch für die Landschaft. Zahlreiche Tiere nutzen sie als Lebensraum und auch als Wanderkorridore. Es wurden etwa 7.000 Tierarten in Knicks nachgewiesen, von denen der größte Teil den Insekten zuzurechnen ist: Heuschrecken, Schwebfliegen, Schmetterlinge und Käfer. Die Insekten dienen wiederum zahlreichen Vogelarten als Nahrung: Goldammer, Dorn-, Klapper- und Mönchsgrasmücke, Amsel, Rotkehlchen, Zilpzalp und Heckenbraunelle. Auch Igel, Zwerg- und Waldspitzmaus ernähren sich von Insekten. Ebenso ist dort die Haselmaus zu finden. Die alten Überhälter (Bäume) im Knick sind ebenfalls von großer ökologischer Bedeutung: An großen Eichen hat man über 400 Tierarten gefunden.

### Grünland
Etwa 12 Prozent der Fläche des Naturparks sind von Grünland bedeckt. Leider hat auch hier die zunehmende Intensivierung der landwirtschaftlichen Nutzung zu einer drastischen Verarmung der Artenvielfalt vieler Grünlandflächen geführt, während andere ganz zu Acker umgewandelt wurden. Dass die Entwicklung auch in die andere Richtung gehen kann, beweisen z. B. die „Halboffenen Weidelandschaften“, die an mehreren Orten des Naturparks eingerichtet wurden. Es sind meist größere Gebiete, die häufig ganzjährig von alten und robusten Rinder- und Pferderassen in geringer Besatzdichte beweidet werden. Da nur wenige Tiere pro ha Fläche weiden, werden aufwachsende Gehölze nicht vollständig gefressen, sodass eine savannenartige Landschaft aus Weide mit einzelnen Büschen und Bäumen entsteht. Solche Weidelandschaften gibt es auf der Halbinsel Störland am Ufer des Großen Plöner Sees, am Barkauer See, an den Middelburger Seen oder im Naturschutzgebiet Kasseedorfer Teiche und Umgebung.

### Wald
Die Fläche des Naturparks ist heute zu ca. 16 % von Wald bedeckt. Damit liegt der Waldanteil in dieser Region über dem landesweiten Anteil von ca. 11 %. Die Rotbuche ist in den Wäldern des Naturparks vorherrschend. In kleineren Anteilen kommen auch viele weitere Laubbaumarten vor, wie Stieleichen, Eschen, Berg- und Spitzahorn, Winterlinden, Hainbuchen und Sandbirke. Der Laubwaldanteil ist im Naturpark deutlich höher als der des Nadelwaldes. Typisch für die Laubwälder sind Frühjahrsblüher wie z. B. Buschwindröschen, Hohler Lerchensporn und Hohe Schlüsselblume. An feuchten Standorten, die periodisch auch überschwemmt werden können, wachsen teils Bruchwälder, die von Schwarzerlen dominiert werden, etwa am Großen Plöner See vor der Prinzeninsel oder auf dem Kleinen Warder (Bosau) betrachten. In sogenannten Naturwäldern sollen sich die Lebensgemeinschaften dauerhaft ohne menschliche Eingriffe entwickeln können. Zu diesen gehören z. B. der Naturwaldbereich im Dodauer Forst oder der Naturwald am Ukleisee.

## Naturparktiere
Der Naturparkverein kürt seit dem Jahr 2003 in regelmäßigem Abstand ein Naturpark-Tier des Jahres. Ausgewählt werden Tiere, die in der von Wäldern, Seen und Hügeln geprägten Landschaft des Naturparks heimisch sind. Kernstück des Projektes Naturparktier des Jahres ist die Erstellung eines Kalenderposters, das Sachinformationen über die jeweilige Tierart vermittelt. Das Kalenderposter wird in jedem Jahr in Zusammenarbeit mit einer regional aktiven Gruppe erstellt, die sich besonders um den Schutz und die Förderung der Tierart kümmert.
- 2023 – Der Steinkauz
- 2022 – Die Rotbauchunke
- 2021 – Der Seeadler
- 2020 – Die Ackerhummel
- 2018 – Das Rebhuhn
- 2017 – Der Moorfrosch
- 2016 – Der Kranich
- 2015 – Die Wasserspitzmaus
- 2014 – Die Schellente
- 2013 – Die Maräne
- 2012 – Der Uhu
- 2011 – Der Nördliche Kammmolch
- 2010 – Der Rotmilan
- 2009 – Der Dachs
- 2008 – Die Ringelnatter
- 2007 – Die Gebänderte Prachtlibelle
- 2006 – Der Eisvogel
- 2005 – Der Große Abendsegler
- 2004 – Der Fischotter
- 2003 – Der Laubfrosch